# Jan Uniken (1704-1782)
Jan Uniken (Bellingwolde, gedoopt 12 oktober 1704 - circa 1782) was een Nederlandse koopman en vervener.

## Leven en werk
Uniken was en zoon van Uniko Aaldriks en Remke Ellerus. Hij werd geboren in Bellingwolde. In april 1734 trouwde hij te Wildervank met Trijntje Egberts, dochter van een koopman te Wildervank. Hij vestigde zich aldaar en kocht er in 1735 een veenderij. Dit vormde het begin van een uitgestrekt grootgrondbezit van de familie Uniken in Oost-Groningen. Als veeneigenaar was hij participant in de Wildevankster Compagnie. Hij werd benoemd tot dijkrichter (bestuurder) van het Wildrvankster Partcipantenverlaat. Daarnaast was hij diaken en kerkvoogd van de kerk van Wildervank. Namens de Wildervankster partcipanten voerde hij het overleg met de stad Groningen, dat leidde tot het graven van het Stadskanaal en de grootschalige ontginning van de veengebieden in het zuidoosten van de provincie Groningen. Uniken overleed omstreeks 1782. Zijn nakomelingen zetten zijn werk voort. Zijn gelijknamige kleinzoon Jan breidde het grondbezit verder uit tot 800 hectare in 1859. Deze kleinzoon was de stichter van de familiebegraafplaats Uniken in het gedeelte van Stadskanaal, dat toen nog Wildervank heette.

## Unikenstraat en Unikenkade
Het Stadskanaal werd aangelegd evenwijdig aan de grens tussen Groningen en Drenthe vanuit het noordwesten naar het zuidoosten in de provincie Groningen. Vanuit die richting zijn de eerste straat en de eerste kade in Stadskanaal naar de familie Uniken genoemd, de Unikenstraat en Unikenkade.